# Vážany (Kroměříž)
Vážany jsou část okresního města Kroměříž. Nachází se na jihu Kroměříže. Obcí prochází silnice II/432 a protéká říčka Kotojedka. Je zde evidováno 309 adres. Trvale zde žije 1128 obyvatel. Předsedou osadního výboru je Pavel Tichal.
Vážany leží v katastrálním území Vážany u Kroměříže o rozloze 2,27 km2.

## Název
Na vesnici bylo přeneseno původní pojmenování jejích obyvatel Vážané ("lidé od Váhu"). Šlo buď o válečné zajatce, které kníže Svatopluk přivedl počátkem 12. století na Moravu z válečného tažení do Uher a daroval svému bratrovi Otovi, nebo o uprchlíky z Uherska z přibližně téže doby.

## Historie

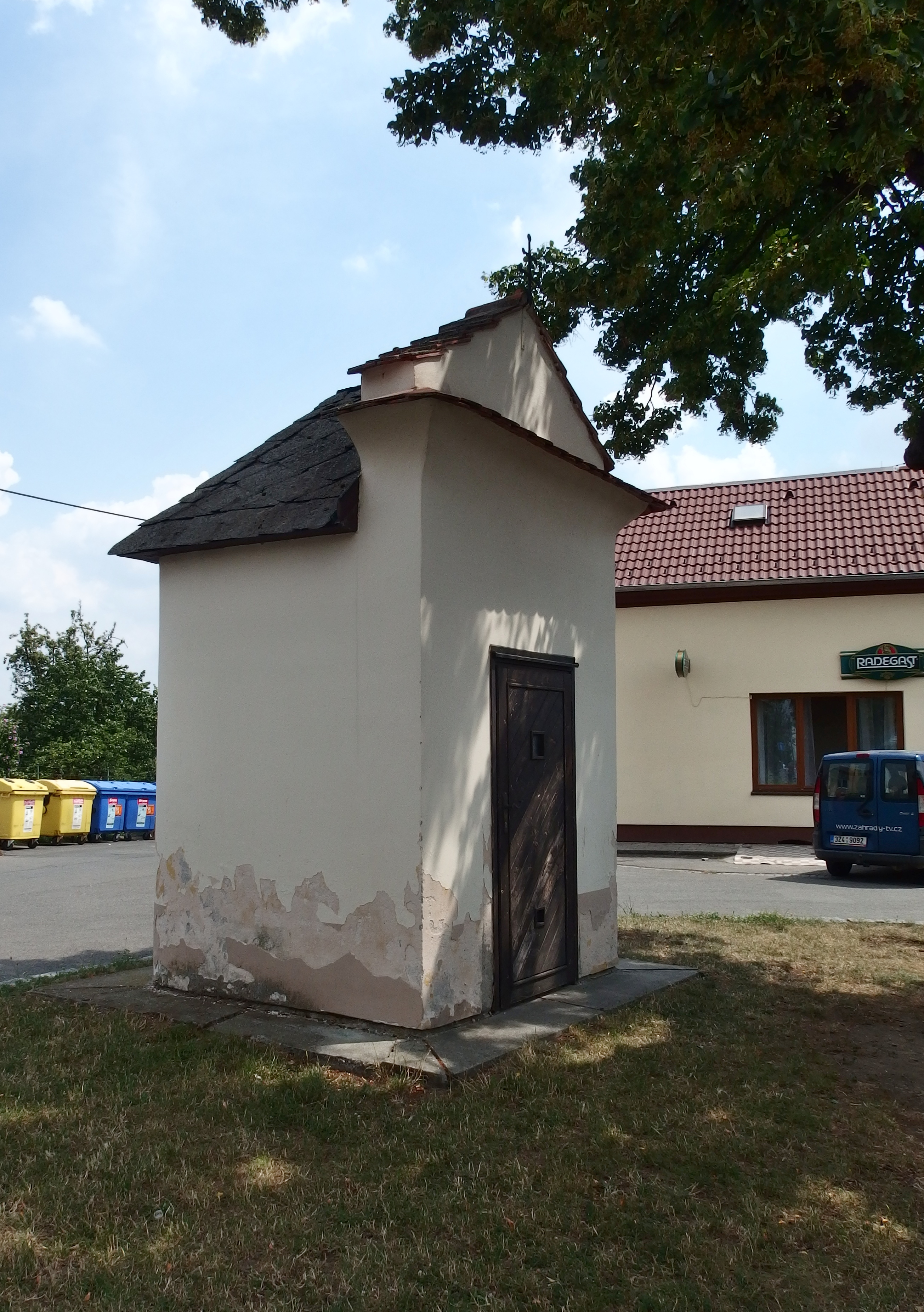
Výklenková kaplička ve Vážanech

Poprvé jsou Vážany připomínány v roce 1107, kdy je biskup Jan II. Břichatý spolu se statkem kroměřížským koupil od knížete olomouckého a brněnského údělu Oty Černého.

## Obyvatelstvo

### Struktura
Vývoj počtu obyvatel za celou obec i za jeho jednotlivé části uvádí tabulka níže, ve které se zobrazuje i příslušnost jednotlivých částí k obci či následné odtržení.
| Místní části   | Místní části | 1869 | 1880 | 1890 | 1900 | 1910 | 1921 | 1930 | 1950 | 1961 | 1970 | 1980 | 1991 | 2001 | 2011 |
| -------------- | ------------ | ---- | ---- | ---- | ---- | ---- | ---- | ---- | ---- | ---- | ---- | ---- | ---- | ---- | ---- |
| Počet obyvatel | část Vážany  | 203  | 281  | 298  | 364  | 377  | 346  | 343  | 412  | 468  | 540  | 1014 | 967  | 1128 | 1177 |
| Počet domů     | část Vážany  | 37   | 51   | 54   | 58   | 62   | 68   | 82   | 108  | -    | 125  | 241  | 253  | 289  | 326  |

## Osobnosti
- Josef Hubík (1816–1867), politik, poslanec Moravského zemského sněmu

## Pamětihodnosti

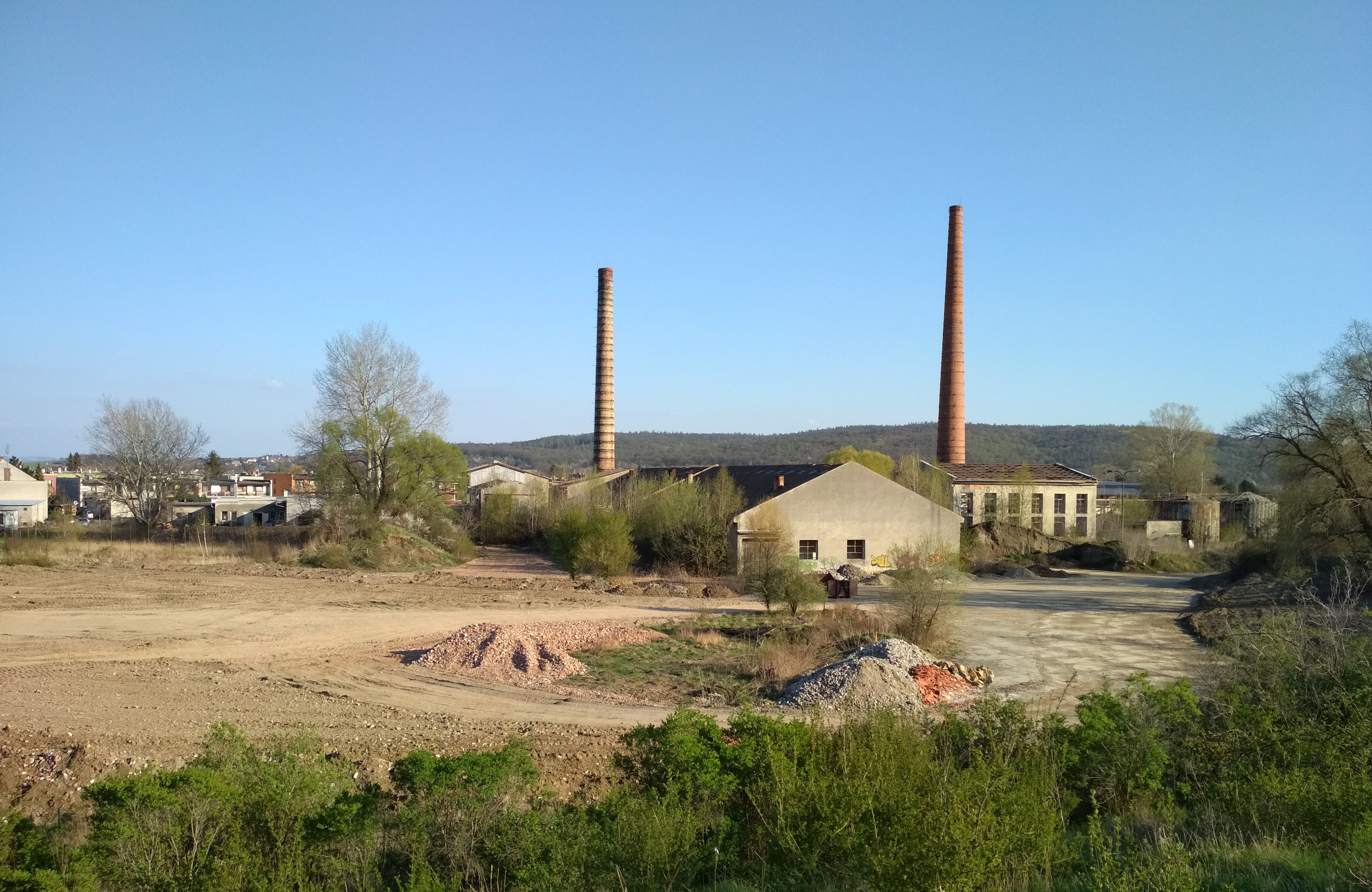
Prostor bývalé cihelny ve Vážanech v roce 2020

- Výklenková kaplička – poklona na návsi je kulturní památka České republiky evidovaná v Ústředním seznamu kulturních památek České republiky pod rejstříkovým číslem 37572/7-6033.[9]
- Boží muka u Písečníku
- Kamenný kříž z roku 1909 na bývalém hřbitově

## Cihelna
V obci bývala cihelna, v níž byla těžba ukončena v roce 1996. Později se místo stalo zdrojem protestů obyvatel z důvodu možného zavážení (rekultivaci) místa teplárenským popílkem Otosanem.